# Гільєрме Сілва Соуза
Гільєрме Сілва Соуза (порт.-браз. Guilherme Silva Souza; нар. 12 червня 2001) — бразильський футболіст, захисник «Львова».

## Життєпис
Вихованець юнацьких академій «Корінтіанса» та «Флуміненсе». На батьківщині виступав також за молодіжні команди клубів «Атлетіку Гоянієнсі», «Жоїнвіль», «Атлетіку Мінейру» та «Баїя». На професіональному рівні дебютував 15 січня 2022 року в нічийному (2:2) виїзному поєдинку 1-го туру Ліги Баїяно проти «Баїя де Фейри». Гільєрме вийшов на поле в стартовому складі та відіграв увесь матч, а на 68-й хвилині отримав жовту картку. У січні 2022 року провів 2 поєдинки за «Баїю» в чемпіонаті штату. 
Наприкінці січня 2022 року переїхав до Португалії, де уклав договір з «Жил Вісенте». Вперше до заявки першої команди клубу портрапив 8 квітня 2022 року, на програний (1:2) домашній матч 29-го туру Прімейра-Ліги проти «Морейренсі». Соуза просидів усі 90 хвилин на лаві запасних й на футбольному полі так і не з'явився. Загалом двічі потрапляв до заявки на матч чемпіонату Португалі, але в обох випадках на поле не виходив. Також провів 9 матчів у всіх турнірах за молодіжну команду «Жил Вісенте»
На початку березня 2023 року вільним агентом переїхав до «Львова», отримав футболку з 30-м ігровим номером. За даними інформаційного ресурсу Transfermarkt уклав з клубом контракт, розрахований до 31 грудня 2015 року. У футболці «городян» дебютував 6 березня 2023 року в переможному (1:0) домашньому поєдинку 16-го туру Прем'єр-ліги України проти «Минаю». Габрієль вийшов на поле в стартовому складі, а на 46-й хвилині його замінив Ярослав Богунов.